# Scott megye (Tennessee)
Scott megye az Amerikai Egyesült Államokban, azon belül Tennessee államban található. Megyeszékhelye Huntsville, legnagyobb városa Oneida. Lakosainak száma 21 850 fő (2020. április 1.). Scott megye McCreary, Morgan, Campbell, Anderson, Fentress, Pickett és Wayne megyékkel határos.

## Népesség
A megye népességének változása:
| Lakosok száma | 22 240 | 22 143 | 22 178 | 22 015 | 21 950 | 21 850 |
|               | 2010   | 2011   | 2012   | 2013   | 2015   | 2020   |